# Purplewashing

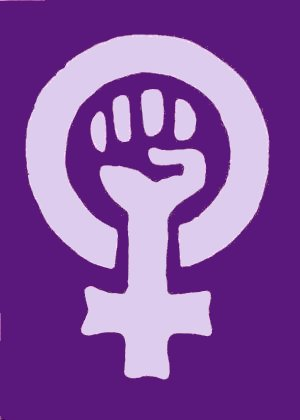
Paars is historisch gezien een kleur die geassocieerd wordt met feminisme.

Purplewashing (van het Engelse purple, paars, en whitewash, witwassen of verdoezelen) is een term die in feministische context verwijst naar verschillende politieke en marketingstrategieën die gericht zijn op het promoten van instellingen, landen, personen, producten of bedrijven door te appelleren aan hun betrokkenheid bij gendergelijkheid.
De term wordt vooral gebruikt om de selectieve toepassing van feminisme te bekritiseren om xenofobe en islamofobe discoursen of beleid te rechtvaardigen. Bovendien wordt het ook gebruikt om te wijzen op het paradoxale seksistische aspect van veel van deze acties, aangezien ze vaak alleen op vrouwen worden toegepast, zoals het verbod op bepaalde kledingstukken of het ontzeggen van bepaalde diensten.
De term wordt ook gebruikt om te verwijzen naar het opkrikken van het imago van westerse landen die, ondanks het ontbreken van echte gendergelijkheid tussen mannen en vrouwen, dit tekort rechtvaardigen door te wijzen op de slechtere levensomstandigheden van vrouwen in andere landen of culturen, vaak verwijzend naar die met een overwegend islamitische bevolking.
Voor veel feministische activisten is intersectionele solidariteit tussen verschillende onderdrukte groepen, zoals vrouwen en migranten, de enige mogelijke en bevrijdende reactie op de instrumentalisatie van vrouwenrechten.